# Michael Todd (mathématicien)
Pour les articles homonymes, voir Michael Todd.
Michael Jeremy Todd (né le 14 août 1947 à Chelmsford) est un mathématicien britannique qui s’occupe d’optimisation et de recherche opérationnelle .

## Formation et carrière
Todd obtient son diplôme de premier cycle en 1968 à l'Université de Cambridge et son doctorat en 1972 à l'Université Yale en sciences administratives avec une thèse « Abstract complementary pivot theory ». En 1971, il devient conférencier puis professeur adjoint à l'Université d'Ottawa, puis professeur adjoint en 1973, puis professeur de recherche opérationnelle et de génie industriel à l'Université Cornell. Depuis 1988, il est professeur Leon C. Welch.

## Travaux
Il traite des algorithmes de programmation linéaire et d'optimisation convexe, en particulier de programmation semi-finale. Il a étudié les méthodes d'homotopie, les méthodes de points intérieurs, l'analyse probabiliste des méthodes de pivot et l'extension des méthodes de pivot complémentaires aux matroïdes orientés.

## Prix et distinctions
En 1988, il reçoit le prix George-B.-Dantzig et en 2003, le prix de théorie John-von-Neumann conjointement avec Arkadi Nemirovski pour leurs contributions profondes et fondatrices en optimisation continue. En 1980/81, il bénéficie d'une bourse Guggenheim et d'une bourse Sloan de 1981 à 1985.
Il a été rédacteur en chef de Mathematical Programming.